# Otto Malling
Otto Valdemar Malling (ur. 1 czerwca 1848 w Kopenhadze, zm. 5 października 1915 tamże) – duński kompozytor.

## Życiorys
Brat Jørgena. W latach 1869–1871 studiował w konserwatorium w Kopenhadze u Nielsa Gadego, Johanna Petera Emiliusa Hartmanna i Gottfreda Matthisona-Hansena. Od 1874 do 1884 roku kierował jako dyrygent towarzystwem śpiewaczym Studentersangforeningen, a od 1874 do 1893 roku towarzystwem koncertowym Koncertforeningen. Od 1878 roku grał jako organista w kopenhaskim kościele Sankt Petri, od 1891 roku w kościele św. Ducha, a od 1900 roku w katedrze Marii Panny. Od 1885 roku wykładał kompozycję i teorię muzyki w konserwatorium w Kopenhadze, w latach 1899–1915 był jego dyrektorem. Napisał pierwszy duński podręcznik do instrumentacji, Instrumentationslære (wyd. Kopenhaga 1894).
Odznaczony Orderem Danebroga w stopniu kawalera (1893) oraz odznaką honorową (1905).

## Twórczość
Tworzył w duchu romantycznym. Skomponował m.in. Symfonię d-moll (1884), Koncert fortepianowy c-moll (1890), Oktet smyczkowy (1893), Kwintet fortepianowy (1889), Kwartet fortepianowy (1903), Trio fortepianowe (1889), Sonatę skrzypcową (1894), Requiem (1901), balet Askepot (wyst. Kopenhaga 1911).